# Виргинский филин
Вирги́нский фи́лин (лат. Bubo virginianus) — вид хищных птиц из семейства совиных или настоящих сов, широко распространён на территориях обеих Америк. Из-за перьевых ушек, расположенных на голове, виргинский филин получил прозвище «Большой рогатый филин». Своё название получил от штата Виргиния, где был впервые встречен. Встречается как в лесах, так и в степях и пустынных зонах. Является самым крупным представителем сов в Новом Свете и третьим по счёту в мире в целом (после обыкновенного филина и рыбного филина). Также является самым агрессивным представителем совиных. Он часто нападает на белоголовых орланов (они намного крупнее его). Охотится на скорпионов, жаб и саламандр, но были случаи, когда он забивал до смерти белоголовых орланов и съедал их. Часто охотится на зайцев и более крупных млекопитающих и птиц.

## Описание
Впервые был замечен на территории колонии Виргиния, по имени которой и был назван. Цвет преимущественно от рыжевато-бурого до серого, чёрного или белого. Размах крыльев достигает 1,5 м. У птиц, живущих в тундре и пустыне, преобладает более светлая окраска, у живущих в лесах — темнее. На голове есть перьевые «ушки», за что его прозвали «большим рогатым филином». Снизу у него перья светлее, с тёмными разводами и пересекающими белыми полосами. Клюв тёмно-серого цвета, как и когти. Имеет на ногах и пальцах оперение.
У филинов большие оранжево-жёлтые глаза. У некоторых видов имеется пуховая кайма, обрамляющая лицевую часть головы. Молодые особи по внешнему виду похожи на взрослых. Самки в среднем крупнее самцов на 10—20 %. Длина тела взрослой птицы — около 46—63,5 см, а размах крыльев — 91—152 см. Масса взрослых особей — от 900 до 1800 г.
Виргинские филины издают глухие гудящие звуки, также они могут издавать громкие визги, урчание и короткие звуки, похожие на звуки кашля.

## Распространение
Виргинский филин распространён практически по всей территории Северной Америки, за исключением Крайнего Севера. Встретить его можно практически везде: в лесах, степях, пустынях и сельскохозяйственных землях. Встречается и в городских парках. Является оседлым, но птицы северных территорий могут откочёвывать к югу зимой. В Южной Америке встречается в предгорьях Анд и в зоне редколесий, а также в некоторых других местах. Ареал не выходит за пределы Америки.
Гнездится в дуплах или брошенных гнёздах других птиц. Может гнездиться в домах, расселинах скал и даже пещерах. Иногда гнездится на земле.

## Поведение
Виргинские филины преимущественно ведут ночной образ жизни и активны ночью. Как правило, у самцов есть излюбленное место для ночлега недалеко от гнезда, которое иногда используется на протяжении нескольких лет. Зимой ведут одиночный образ жизни, летом же собираются в пары. Члены семьи филинов держатся вместе до осени, после чего молодняк улетает. Предпочитают одиночный образ жизни, собираясь в пары в период размножения. Часто используют одну территорию на протяжении всей своей взрослой жизни.

## Размножение
Брачный период начинается в январе-феврале. Во время брачного периода самцы активно призывают пением самок, которые иногда присоединяются к пению. Филины очень агрессивны при защите гнезда и атакуют врага, пока не убьют или не изгонят его. Самка откладывает 2—4 яйца с промежутком в два-три дня в апреле-мае. Насиживание яиц осуществляется только самкой и обычно длится около 32 суток. Птенцы филина начинают покидать гнездо на 5-7 неделе, способности к полёту приобретают к 9-10 неделе. Растут преимущественно медленно. Выкармливание птенцов длится несколько недель.

## Питание
Виргинские филины предпочитают охоту из засады и атакуя с воздуха. Рацион филинов богат и включает около 253 видов животных и птиц, однако предпочтение отдаётся грызунам. За раз способен унести добычу, в 2-3 раза превосходящую свой собственный вес. Нападает на птичники, воруя цыплят. Мелкую добычу глотает целиком, более же крупную расчленяет. Известно, что это единственный хищник, который способен охотиться на скунсовых.

## В культуре
- В мультфильме «Легенды Ночных стражей» виргинский филин — кузнец Великого Древа Га’Хуула Бубо.

## Фотографии

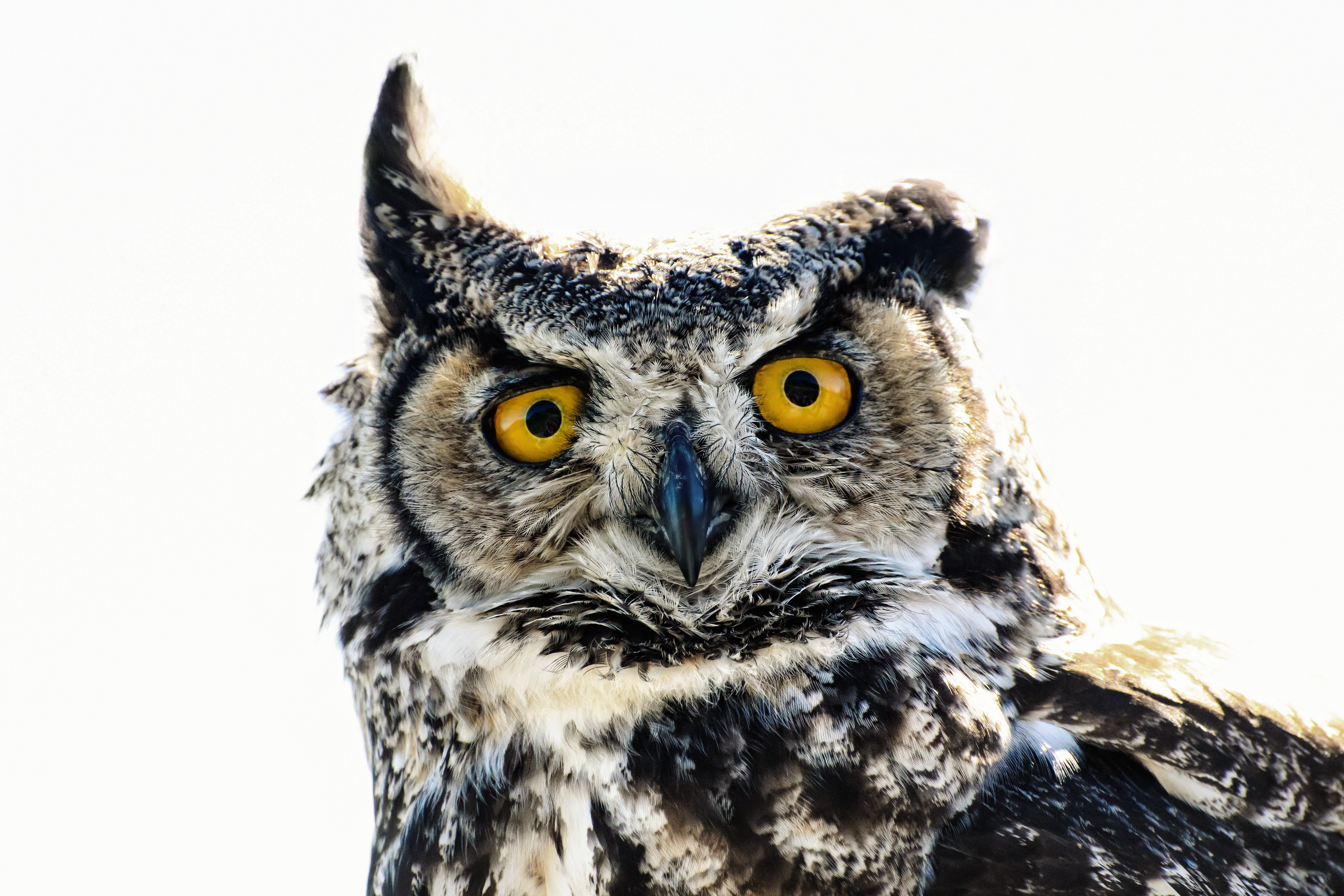
Виргинский филин крупным планом
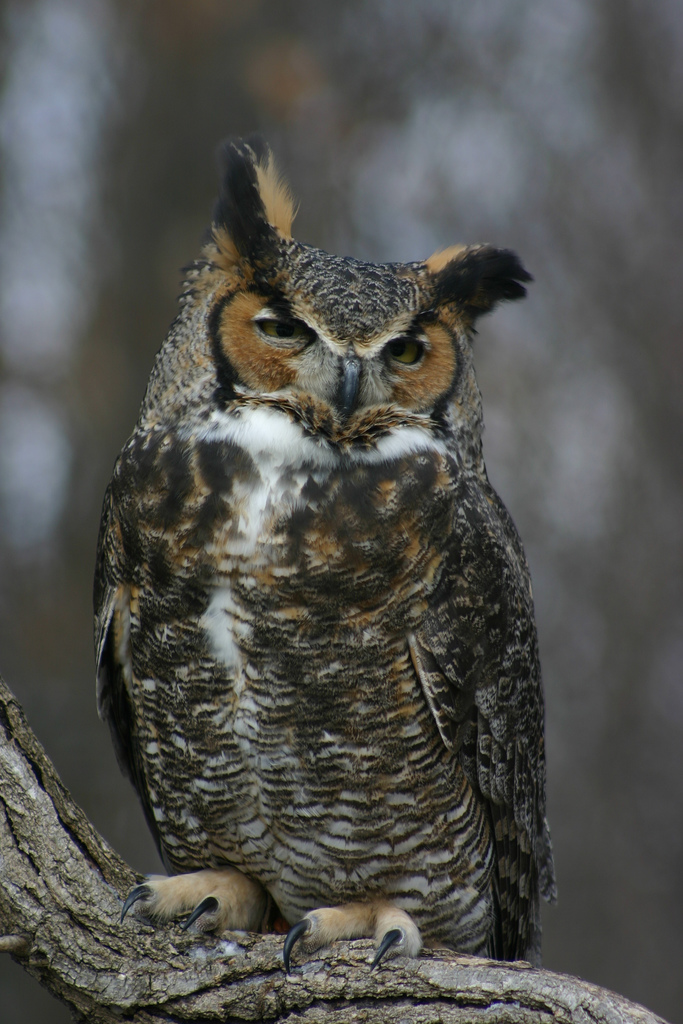
Филин на ветке
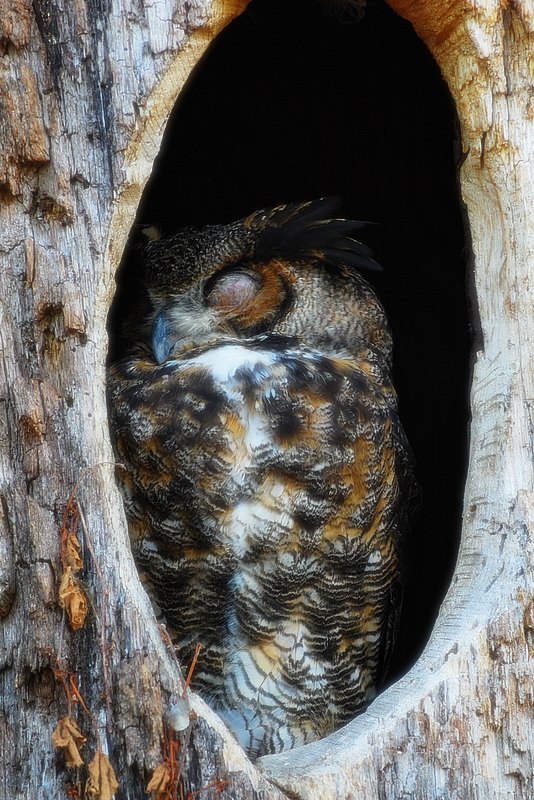
Филин в дупле
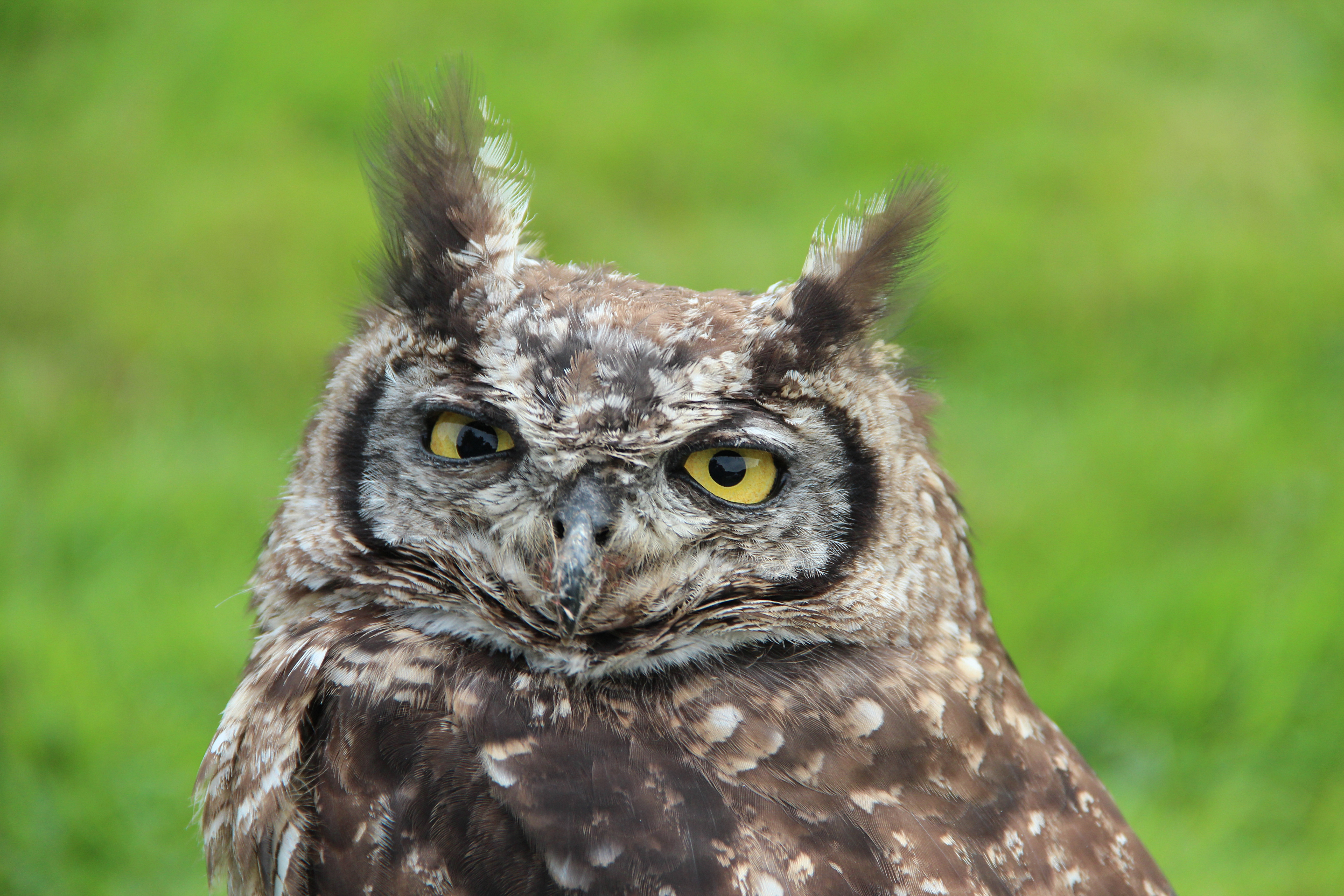
Виргинский филин крупным планом. На фото отчётливо видны жёлтые глаза и большие пучки перьев над ними («перьевые уши»)
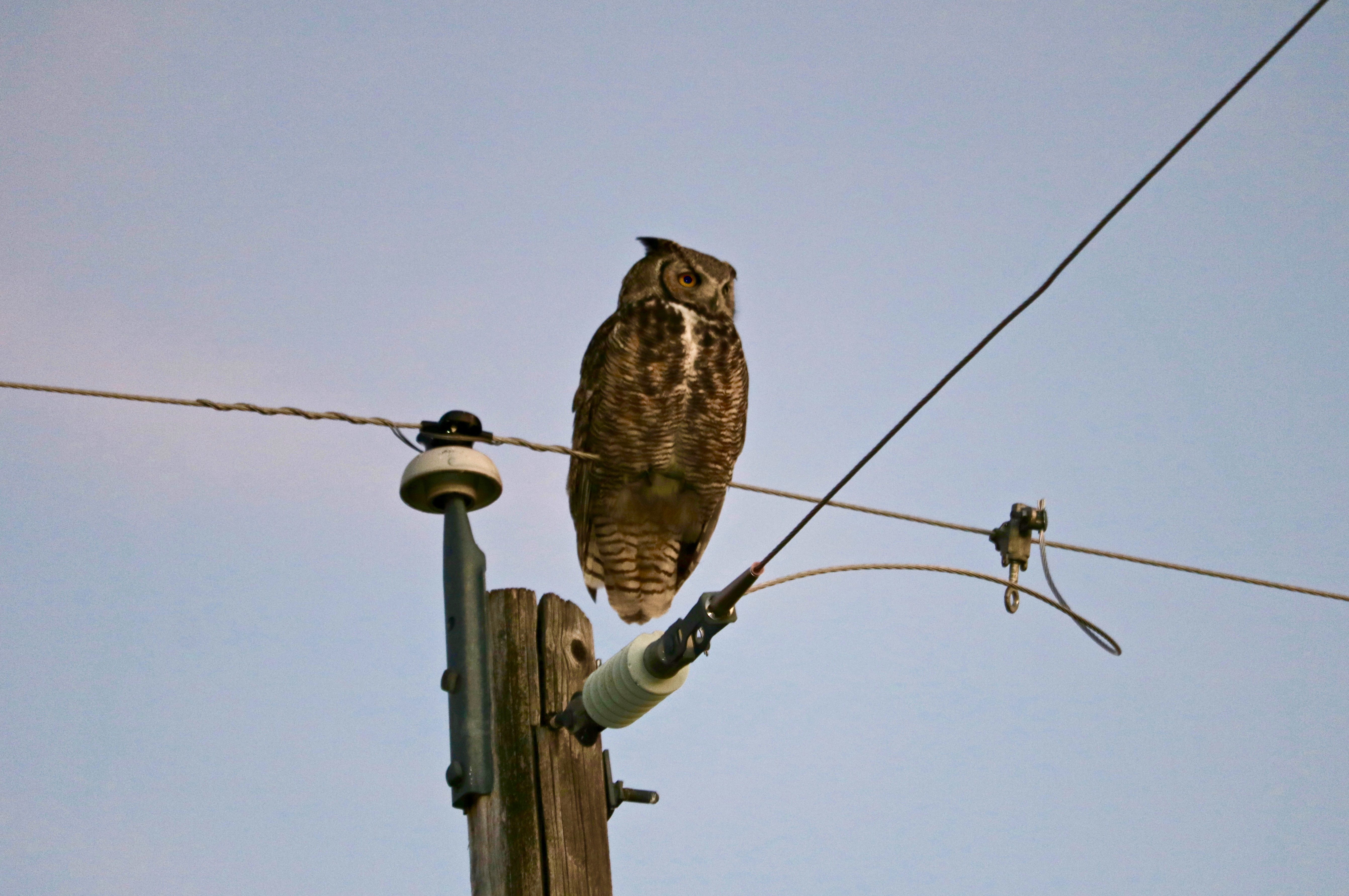
Виргинский филин сидит на проводе